# Marion Dufresne (1995)
Il Marion Dufresne (2º di nome) è una nave multiuso armata dalla Louis Dreyfus Armateurs (dal 2017), di proprietà delle Terre Australi e Antartiche Francesi e affittata dall'Istituto polare francese Paul-Émile Victor (fino al 2017) e dall'Institut français de recherche pour l'exploitation de la mer (dal 2018).
Il nome Marion Dufresne rimanda al precedente Marion Dufresne (1972-1995) dell'IPEV; entrambe le navi riprendono il nome di Marc-Joseph Marion du Fresne (1724-1722) navigatore ed esploratore francese.

## Descrizione
Il Marion Dufresne è la più grande nave da ricerca polivalente europea e sono 5 navi in una:
- una nave da ricerca dotata di 650 m² di laboratori, dotato di un sistema di sollevamento per la movimentazione di macchinari e attrezzature pesanti, di una sonda batimetrica multifascio di Thales e di una carotatrice gigante "Calypso" unica al mondo;
- una nave passeggeri per il trasporto del personale delle basi e dei turisti verso le Terre Australi (110 passeggeri);
- una nave da carico per il trasporto di containers e pacchi pesanti con una capacità di 4.600 m² e con due gru gemelle da 25 t e altre 3 gru di servizio;
- una nave petroliera per il trasporto di carburante per le stazioni di ricerca;
- una portaelicotteri in quanto può accogliere un elicottero di tipo Lama, Dauphin o Écureuil.

## Missioni
Il Marion Dufresne è in servizio dal 1995 e ha due funzioni principali:
- La ricerca oceanografica: sotto la responsabilità dell'Istituto polare francese Paul-Émile Victor (IPEV), la nave, con una tenuta in mare eccezionale, permette ai ricercatori scientifici di lavorare con qualunque condizione meteo. Essa dispone di 650 m² di laboratori, di sistemi di verricelli per movimentare dei materiali pesanti, di una sonda multifascio e di una carotatrice "Calypso" da 75 m. 217 giorni all'anno sono consacrati alle missioni oceanografiche.
- La logistica delle isole subantartiche francesi: sotto la responsabilità delle Terre Australi e Antartiche Francesi (TAAF), la nave effettua tutte le missioni di rifornimento e logistica nelle isole Saint-Paul e Nuova Amsterdam, Crozet e Kerguelen. Essa compie 4 rotazioni australi all'anno (120 giorni).

La nave è stata rinnovata nel 2015 e ciò le permetterà di rimanere in servizio ancora 15 o 20 anni.
La nave inoltre permette – a dei passeggeri esterni – di effettuare delle crociere polari durante le rotazioni australi.
Nel dicembre 2008, durante il Vendée Globe 2008-2009, il Marion Dufresne partecipa alla missione di salvataggio della barca a vela arenata di Bernard Stamm alle isole Kerguelen.
Nel luglio 2016, il Marion Dufresne parte per esplorare il bacino di Wharton (nell'oceano Indiano, al largo di Sumatra e vicino alle isole Cocos) a seguito dei due terremoti dell'11 aprile 2012.
Nel dicembre 2016, durante il Vendée Globe 2016-2017, il Marion Dufresne partecipa alla missione di salvataggio di Kito de Pavant, a 150 km a nord-est delle isole Crozet; la cui barca a barca a vela aveva urtato un OFNI.